# Ivica Križanac
Ivica Križanac (* 13. April 1979 in Split, SR Kroatien, SFR Jugoslawien) ist ein ehemaliger kroatischer Fußballspieler. Er spielte in der Innenverteidigung.

## Werdegang
Im Alter von 18 Jahren erhielt Križanac seinen ersten Profivertrag in der ersten kroatischen Liga bei HNK Šibenik. Križanac absolvierte nur sieben Spiele und wechselte folglich 1998 innerhalb der Liga zu NK Slaven Belupo. Allerdings konnte sich der Kroate auch hier nicht durchsetzen, genauso wenig wie bei seinen nächsten drei Stationen: zwischen 1999 und 2000 NK Varteks, im Jahr 2000 beim tschechischen Erstligisten FK Jablonec und zwischen 2000 und 2002 Sparta Prag. 2002 wechselte er in die erste polnische Liga zu Górnik Zabrze und kam in einem Jahr auf 13 Einsätze und ein Tor. 2003 wurde Križanac von Groclin Grodzisk verpflichtet, wo er sich erstmals durchsetzen konnte. 2005 wechselte er zu Zenit St. Petersburg. Beim russischen Topclub feierte er seine größten Erfolge, den Gewinn der russischen Meisterschaft 2007, sowie den Gewinn des UEFA-Pokals 2007/2008, wo er auch im Finale, das mit 2:0 gegen die Glasgow Rangers gewonnen wurde, eingesetzt wurde. Im August 2008 wurde er auch erstmals in die Kroatische Nationalmannschaft berufen. Von 2011 bis 2014 spielte er bei RNK Split und beendete dort seine aktive Karriere.

## Erfolge
- Tschechischer Meister: 2001
- Tschechischer Pokalsieger: 2001
- Russischer Meister: 2007 und 2010
- Russischer Superpokalsieger: 2008
- UEFA-Pokalsieger: 2008
- UEFA-Superpokalsieger: 2008
- Russischer Pokalsieger: 2010

persönlich:
- Fußballer des Jahres in Polen: 2003/04